# Agrotis denticulatus
Agrotis denticulatus là một loài bướm đêm trong họ Noctuidae.